# Borehamwood
Borehamwood is een plaats in het bestuurlijke gebied Hertsmere, in het Engelse graafschap Hertfordshire. De plaats telt 31.616 inwoners.

## Trivia
- Hier is het stadion gevestigd waar de vrouwen van Arsenal hun thuiswedstrijden spelen.
- In Borehamwood vinden bij Elstree Studios zowel de binnen- als buitenopnames van de populaire BBC-soap EastEnders plaats.